# Mixcóatl

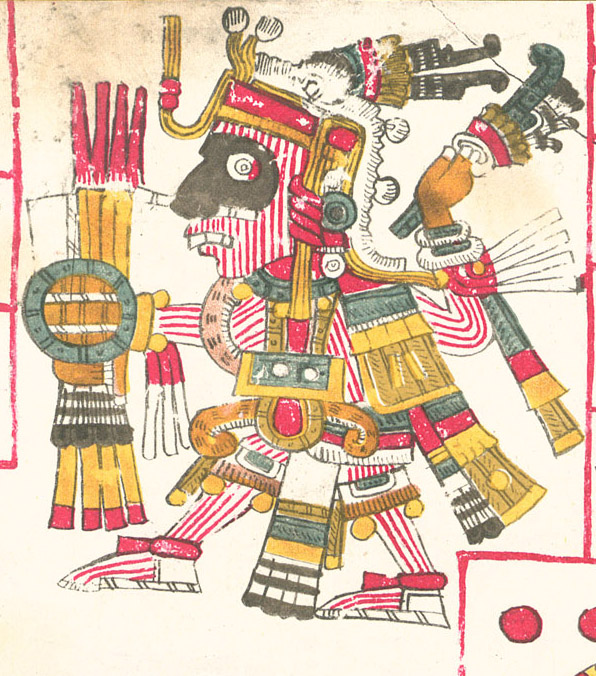
Mixcóatl al Còdex Borgia

En la mitologia asteca Mixcóatl era el déu asteca de les tempestes i de la caça. El seu nom significa "serp de núvols". El simbolitza la Via Làctia. En alguns indrets de Tlaxcala se'l coneix com a Camaxtli.